# 下呂市立上原小学校
下呂市立上原小学校（げろしりつ かみはらしょうがっこう）は岐阜県下呂市にある市立の小学校。

## 概要
- 夏焼・蛇之尾・田口・門和佐が校区である。
- 1967年、旧・上原村[注釈 1]の「門和佐小学校」と「和川小学校」を統合し、新たに開校した小学校である。

## 沿革
- 1967年（昭和42年）4月1日 - 下呂町立上原小学校として開校。校舎は、旧・和川小学校を使用。
- 1971年（昭和46年） - 旧・屋内運動場が完成。
- 1972年（昭和47年） - 旧・和川小学校から使用していた木造校舎の一部を取り壊し。校舎（鉄筋コンクリート造2階建。現存せず。）が完成。
- 1974年（昭和49年） - 旧・プールが完成。
- 1989年（平成元年） - 新校舎（鉄筋コンクリート造3階建）が完成。木造校舎を解体。
- 1990年（平成2年） - 現在のプールが完成。
- 1996年（平成8年） - 現在の体育館が完成。
- 2004年（平成16年）3月1日 - 下呂町、萩原町、小坂町、金山町、馬瀬村が合併し下呂市が発足。同時に下呂市立上原小学校に改称する。